# Dybówko
Dybówko (deutsch Dybowen (Gut), 1938–1945 Diebau (Gut)) ist ein Ort in der polnischen Woiwodschaft Ermland-Masuren, der zur Landgemeinde Prostki (Prostken) im Powiat Ełcki (Kreis Lyck) gehört.

## Geographische Lage
Dybówko liegt im südlichen Osten der Woiwodschaft Ermland-Masuren, 33 Kilometer nordöstlich der einstigen Kreisstadt Johannisburg (polnisch Pisz) und 16 Kilometer südwestlich der heutigen Kreisstadt Ełk (deutsch Lyck).

## Geschichte
Bis 1945 gehörte die nach 1785 Diebowen, um 1907 Amerika und bis 1938 Dybowen genannte kleine Gutssiedlung zu der gleichnamigen Gemeinde, die heute den polnischen Namen Dybowo trägt und etwa 1000 Meter nördlich liegt, und war dadurch in ihrer Geschichte aufs Engste mit der der Muttergemeinde verbunden. Sie lag im Kreis Johannisburg im Regierungsbezirk Gumbinnen (ab 1905 Regierungsbezirk Allenstein) der preußischen Provinz Ostpreußen. 
Am 3. Juni (amtlich bestätigt am 16. Juli) des Jahres 1938 wurde die Gemeinde Dybowen und damit auch das Gut aus politisch-ideologischen Gründen in „Diebau“ (bzw. Gut Diebau) umbenannt.
In Kriegsfolge kamen 1945 die Gemeinde und das Gut mit dem südlichen Ostpreußen zu Polen. Die kleine Gutssiedlung wurde jetzt verselbständigt und erhielt die polnische Namensform Dybówko. Das Gutshaus musste abgerissen werden, und auf dem Gutsgelände wurde ein Staatliches Zentrum für Saatzucht (polnisch Państwowy Ośrodek Hodowli Zarodowej / PGR) errichtet. Dybówko ist heute Sitz eines Schulzenamtes (polnisch Sołectwo) und somit eine Ortschaft im Verbund der Landgemeinde Prostki (Prostken) im Powiat Ełcki (Kreis Lyck), bis 1998 der Woiwodschaft Suwałki, seither der Woiwodschaft Ermland-Masuren zugeordnet.

## Religionen
Zusammen mit der Muttergemeinde Dybowen war die Gutssiedlung vor 1945 in die evangelische Kirche Groß Rosinsko (1938–1945 Großrosen, polnisch Rożyńsk Wielki) in der Kirchenprovinz Ostpreußen der Evangelischen Kirche der Altpreußischen Union sowie in die römisch-katholische Kirche in Johannisburg (polnisch Pisz) im Bistum Ermland eingepfarrt.
Heute befindet sich in Dybówko katholischerseits eine eigene Kirche, die als Filialkirche von der Pfarrei Rożyńsk Wielki im Bistum Ełk der Römisch-katholischen Kirche in Polen versorgt wird. Die evangelischen Einwohner halten sich zu den Kirchengemeinden in Biała Piska (Bialla, 1938–1945 Gehlenburg) bzw. Ełk, beides Filialgemeinden der Pfarrei Pisz in der Diözese Masuren der Evangelisch-Augsburgischen Kirche in Polen.

## Verkehr
Dybówko ist von der Nebenstraße 1678N (Rożyńsk Wielki–Marchewki) über eine Stichstraße in westlicher Richtung zu erreichen. Eine Bahnanbindung besteht nicht.